# 육군최고사령부
육군최고사령부(陸軍最高司令部, 독일어: Oberkommando des Heeres; OKH)는 독일 국방군 육군의 최고 사령본부기관이다. 1935년 아돌프 히틀러의 독일 제3제국 재무장 계획의 일환으로서 설치되었다. OKH 수장의 직함은 육군최고지휘관(독일어: Oberbefehlshaber des Heeres)이라 했다. OKH는 1938년부터 OKL(공군최고사령부), OKM(해군최고사령부)와 함께 형식적으로 OKW(국방군 최고사령부)에 속하게 되었다. 제2차 세계 대전이 벌어지자 OKH는 육군의 야전군 및 집단군들의 전략 계획 수립을 담당했으며, OKH의 장군참모들은 작전 수준의 문제를 다루었다. 독일 육군의 각 야전군은 군최고사령부(AOK)를 가지고 있었다. 1941년 12월 독일이 모스크바에서 패배할 때까지 OKH는 독일에서 가장 중요한 군사기관이었으며 사실상 독일 군사의 으뜸이었다. 모스크바 패전 이후로는 그 권력이 OKW로 넘어가게 된다.
OKW 산하의 육군참모부(Heeresstab: 참모장 발터 불레)와는 별개의 조직이었다.

## 역대 지도부
육군최고지휘관
1. 베르너 폰 프리치 상급대장 - 1935년 ~ 1938년 2월 4일
2. 발터 폰 브라우히치 야전원수 - 1938년 2월 4일 ~ 1941년 12월 19일
3. 지도자 겸 국가수상 아돌프 히틀러 - 1941년 12월 19일 ~ 1945년 4월 30일
4. 페르디난트 쇠르너 야전원수 - 1945년 4월 30일 ~ 1945년 5월 8일

육군최고사령부 장군참모장
1. 루트비히 베크 상급대장 - 1935년 ~ 1938년 10월 31일
2. 프란츠 할더 상급대장 - 1938년 10월 31일 ~ 1942년 9월 24일
3. 쿠르트 차이츨러 상급대장 - 1942년 9월 24일 ~ 1944년 7월 10일
4. 아돌프 호이징거 중장 - 1944년 7월 10일 ~ 1944년 7월 20일
5. 하인츠 구데리안 상급대장 - 1944년 7월 21일 ~ 1945년 3월 28일
6. 한스 크렙스 보병대장 - 1945년 3월 29일 ~ 1945년 5월 1일

육군최고지휘관기 (1938년 이전)
육군최고지휘관기 (1938년 이후)
장군참모장기